# Lycaena oberthuri
Lycaena oberthuri är en fjärilsart som beskrevs av Stetter-stättermayer 1937. Lycaena oberthuri ingår i släktet Lycaena och familjen juvelvingar. Inga underarter finns listade i Catalogue of Life.